# Абушахманов, Ахтям Ахатович
Ахтя́м Аха́тович Абушахма́нов (баш. Абушахманов Әхтәм Әхәт улы; р. 10 апреля 1948, аул Бурангулово, Абзелиловский район) — актёр и режиссёр театра, общественный деятель, преподаватель высшей школы. Председатель Союза театральных деятелей Республики Башкортостан. Народный артист Башкирской АССР (1984). Заслуженный артист РСФСР (1989).
Входит в Общественную палату Башкирии. Входил в Комиссию по вопросам помилования при Президенте Республики Башкортостан. Подписал открытое письмо деятелей науки, культуры и общественных деятелей России в защиту международного центра Рерихов и общественного музея имени Н. К. Рериха.
Доцент кафедры режиссуры УГАИ им. З. Исмагилова

## Биография
Ахтям Абушахманов родился 10 марта 1948 года в деревне Бурангулово Абзелиловского района.
В 1967 году как участник художественной самодеятельности был приглашён на 2-й курс театрального отделения Уфимского училища искусств. По окончании учёбы (класс режиссёра Габдуллы Гилязева) в 1970 году стал актёром Башкирского академического театра драмы имени Мажита Гафури.
Ахтям Абушахманов — режиссёр радиоспектаклей по произведениям башкирских писателей. Снимался в кино — Кайсар («Серебряный рог Алатау», Казахфильм, 1978), Сатлык («Кинзя», Баштелефильм, 1988), Химмет («Жёлтоухий», Баштелефильм, 1990).
С 1989 по 1997 годы работал в Национальном молодёжном театре РБ.
С 1996 года преподаёт в Уфимской государственной академии искусств на кафедре режиссуры и мастерства актёра.
Ахтям Абушахманов входил в Комиссию по вопросам помилования при Президенте Республики Башкортостан. Является членом Общественной палаты республики, заместителем председателя комиссии по вопросам социальной политики и культуры.
С 1999 года Абушахманов А. А. является председателем правления Союза театральных деятелей Башкортостана, с 2001 года — секретарём правления Союза театральных деятелей России.

## Роли в театре
Париса («Ромео и Джульетта» Уильяма Шекспира), Садри («Не забывай меня, солнце!» Азата Абдуллина), Салавата («Салават») и Акъегета («В ночь лунного затмения», Мустая Карима), Солдата («Матери ждут сыновей» Асхата Мирзагитова), Карагула («Карагул» Даута Юлтыя), Краснова («Грех да беда на кого не живёт» Александра Островского).

## Награды и звания
- Заслуженный артист РСФСР (1989).
- Народный артист Башкирской АССР (1984).
- Заслуженный артист Башкирской АССР.
- в 1993 году выдвигался на звание народного артиста Российской Федерации[4].
- Лауреат республиканской премии имени Салавата Юлаева за создание высокохудожественных образов Салавата Юлаева («Салават»), Хакима Каримова («Красный паша») и др.